# Горен, Натан
Натан Горен (при рождении Гринблат; 1887, Видзы — 26 февраля 1956, Тель-Авив) — израильский писатель, журналист, литературный критик, педагог. Писал на идише и иврите, а также на русском.

## Биография
Родился в семье владельца магазина Ошера и Чарны Гринблат. Учился в иешивах Слободки и Вильно. В 1904 году примкнул к «Поалей Цион», затем к сионистам-социалистам, был арестован и в 1906—1908 годах находился в заключении. В 1909 году, после освобождения, в газете «Ковенский Телеграф» опубликовал рассказы из жизни революционеров (на русском языке). С приездом в 1910 году в Одессу стал печататься на идиш в «Дос найе ворт», «Дер ид», а на иврите — главным образом, в «Ха-Шиллоах» и «Ха-Цфира». После 1917 года по приглашению своего друга писателя Шимона Быховского жил некоторое время в Почепе, где был учителем местной школы, участвовал в издании газеты «Йедиот Ха-Совет Почеп». Затем некоторое время жил в Витебске, где участвовал в издании газеты «Дер идише арбетер», был литературным консультантом местного театра.
В 1921 году поселился в Ковно. Был членом Президиума «Керен А-Есод» и Еврейского национального фонда. Издавал некоторое время газету «Ди идише Штиме». Был членом президиума еврейской общины Ковно. Преподавал в ивритской гимназии Тарбут и Еврейской реальной гимназии. Был членом Еврейского национального совета Литвы. Редактировал «Хед Лита», в 1933—1935 годах — ежедневную газету «Дос ворт».
В 1935 году окончил исторический факультет Каунасского университета и в том же году эмигрировал в Эрец-Исраэль, поселившись в Тель-Авиве. Работал учителем. Печатался в газетах «Давар», «Ха-По‘эл ха-ца‘ир», «Мознаим». Издал девять книг на иврите, в том числе «Мевакрим бе-сифрутену» («Критики в нашей литературе», 1944) и «Дмуйот бе-сифрутену» («Личности в нашей литературе», 1953).